# Luttenbach-près-Munster
Luttenbach-près-Munster é uma comuna francesa na região administrativa de Grande Leste, no departamento Alto Reno. Estende-se por uma área de 7,88 km². Em 2010 a comuna tinha 755 habitantes (densidade: 95,8 hab./km²).